# Spulerina quadrifasciata
Spulerina quadrifasciata is een vlinder uit de familie mineermotten (Gracillariidae). De wetenschappelijke naam van deze soort is voor het eerst geldig gepubliceerd in 1980 door Bland.
De soort komt voor in tropisch Afrika.